# 罗尔夫·米尔泽
罗尔夫·米尔泽（德語：Rolf Milser，1951年6月28日—），德国男子举重运动员。他曾代表西德参加1972年、1976年和1984年夏季奥林匹克运动会举重比赛，其中1984年夏季奥运会获得一枚金牌。